# Южна провинция (Бахрейн)
Южната провинция (на арабски: المحافظة الجنوبية‎) е една от 4-те провинции на Бахрейн. Населението ѝ е 287 434 жители (по приблизителна оценка от юли 2016 г.). Разделена е на 3 общини. Разположена е в часова зона UTC+3.